# Sol invictus (roman)
Pour les articles homonymes, voir Sol Invictus.
Sol invictus, sous-titré 1939-1947, est le troisième tome de la trilogie autobiographique de Raymond Abellio, Ma dernière mémoire, publié en 1980 aux éditions Ramsay et ayant reçu le prix des Deux Magots l'année suivante.

## Éditions
- Sol invictus, éditions Ramsay, 1980  (ISBN 2-85956-189-7) ; rééd. 1997  (ISBN 978-2859561895).